# Cordicollis posticus
Cordicollis posticus là một loài bọ cánh cứng trong họ Anthicidae. Loài này được Motschulsky miêu tả khoa học năm 1849.